# Grote harsbij
De grote harsbij (Trachusa byssina, syn. T. byssinum, voorheen in geslacht Anthidium geplaatst) is een vliesvleugelig insect uit de familie Megachilidae. De wetenschappelijke naam van de soort is voor het eerst geldig gepubliceerd in 1798 door Panzer.